# 田方 (1911年)
田方（1911年1月3日—1974年8月27日），原名田兆栋，男，籍贯天津，生于河北保定，中国电影表演艺术家，北京電影製片廠首任厂长。2005年被中国电影表演艺术学会评为中国电影百年百位优秀演员。

## 家庭
妻子为演员蓝，小儿子为演员、导演田壮壮。